# کاهوی وحشی طنجه‌ای
کاهوی وحشی طنجه‌ای یا کاهوی وحشی تینگیتانا (نام علمی: Reichardia tingitana) گونه‌ای از گیاهان خانواده کاسنیان است که به‌طور عمده پراکندگی آن در مدیترانه و آسیای غربی است. این گیاه با نام رایج کاهوی وحشی دروغین نیز شناخته می‌شود.

## توصیف
برگ‌ها دارای آرایشی متناوب بوده و حاشیه‌ای دندانه‌دار دارند. هیچ گوشوارک بر روی دمبرگ وجود ندارد.
این گیاه یک گیاه یک‌ساله است و دوره گل‌دهی آن از ماه مارس تا مه است. مانند اکثر نهان‌دانگان، گل‌های آن دوجنسی هستند. گلبرگ‌ها به رنگ زرد هستند.

## زیستگاه اصلی
کاهوی وحشی طنجه‌ای به عنوان یک گلوکوفیتا به رشد در خاک‌های شور عادت دارد. بیابان‌های خشک و درختچه‌ای از زیستگاه‌های رایج آن هستند. این گیاه همچنین در فرورفتگی شنی در خاورمیانه به خوبی رشد می‌کند.
در فرانسه، این گونه به عنوان یک گیاه طبیعی‌شده شناخته شده است. یکی دیگر از کشورهایی که این گیاه در آن رشد می‌کند، استرالیا است، جایی که به عنوان یک علف هرز شناخته می‌شود. زیستگاه‌های اصلی آن در استرالیا شامل مناطق شهری، تپه‌های شنی ساحلی و دشت‌های آبرفتی است.
این گیاه در بحرین، کویت، قطر، امارات متحده عربی و شرق عربستان سعودی مشاهده شده است. نام‌های رایج آن در مناطق عربی شامل هوذان، موریر و مورار است. موارد استفاده‌های سنتی از این گیاه در طب سنتی در خاورمیانه ثبت شده است، به طوری که برگ‌های آن برای درمان بیماری‌هایی مانند یبوست، قولنج و التهاب چشم استفاده می‌شود.

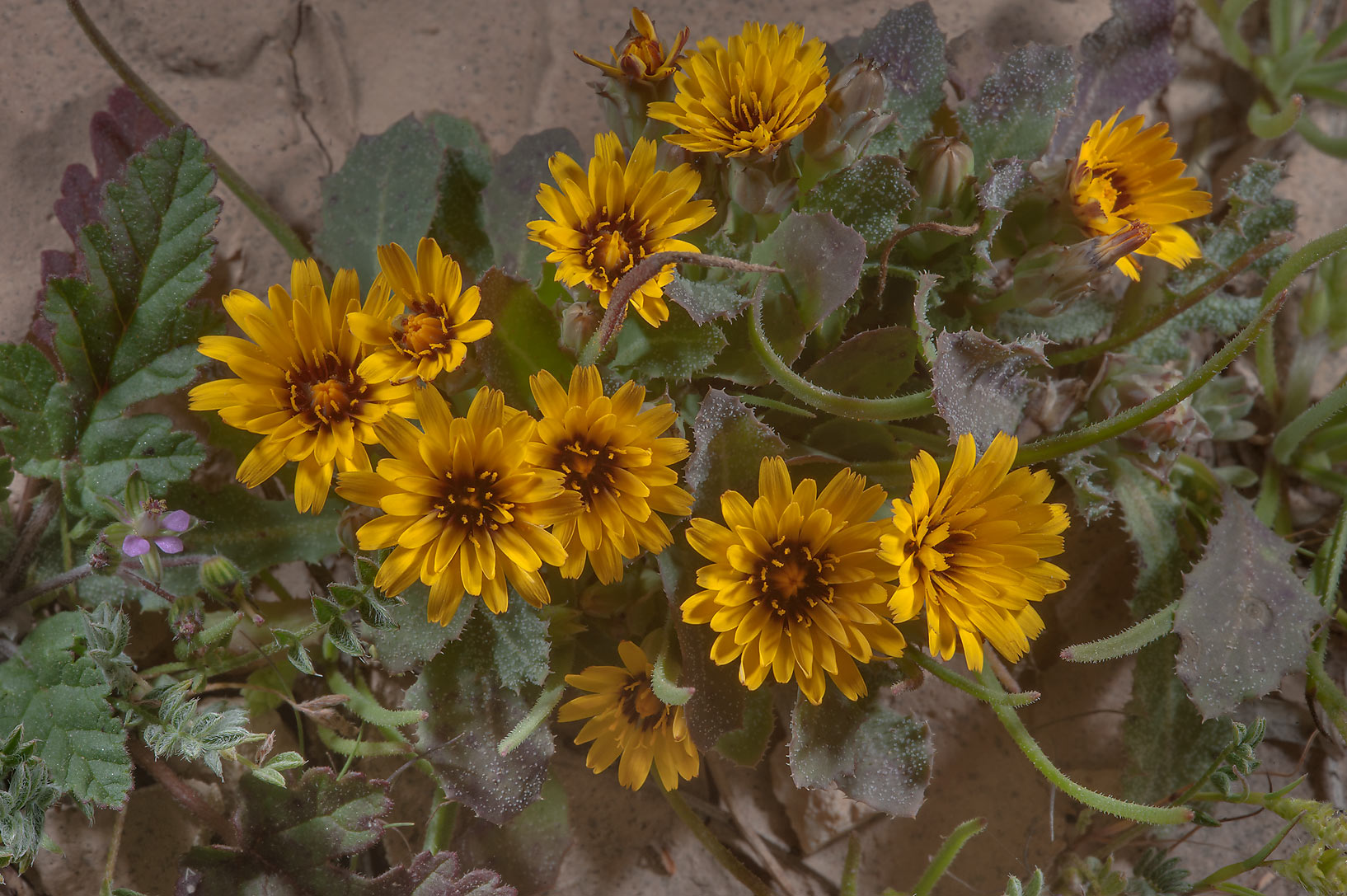
خوشه‌ای از گل‌های کاهوی وحشی طنجه‌ای در قطر
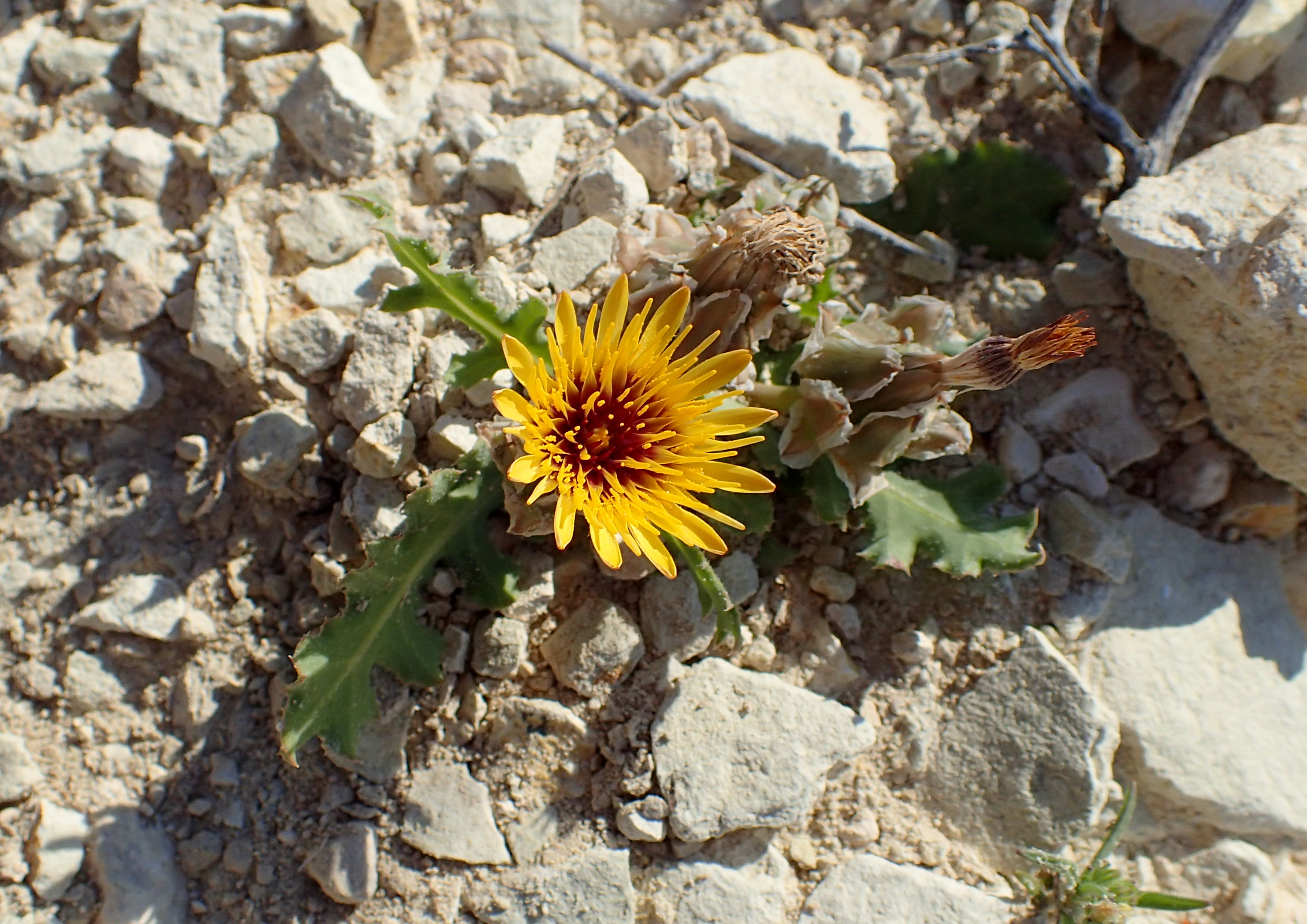
یک گل منفرد از کاهوی وحشی طنجه‌ای در قبرس
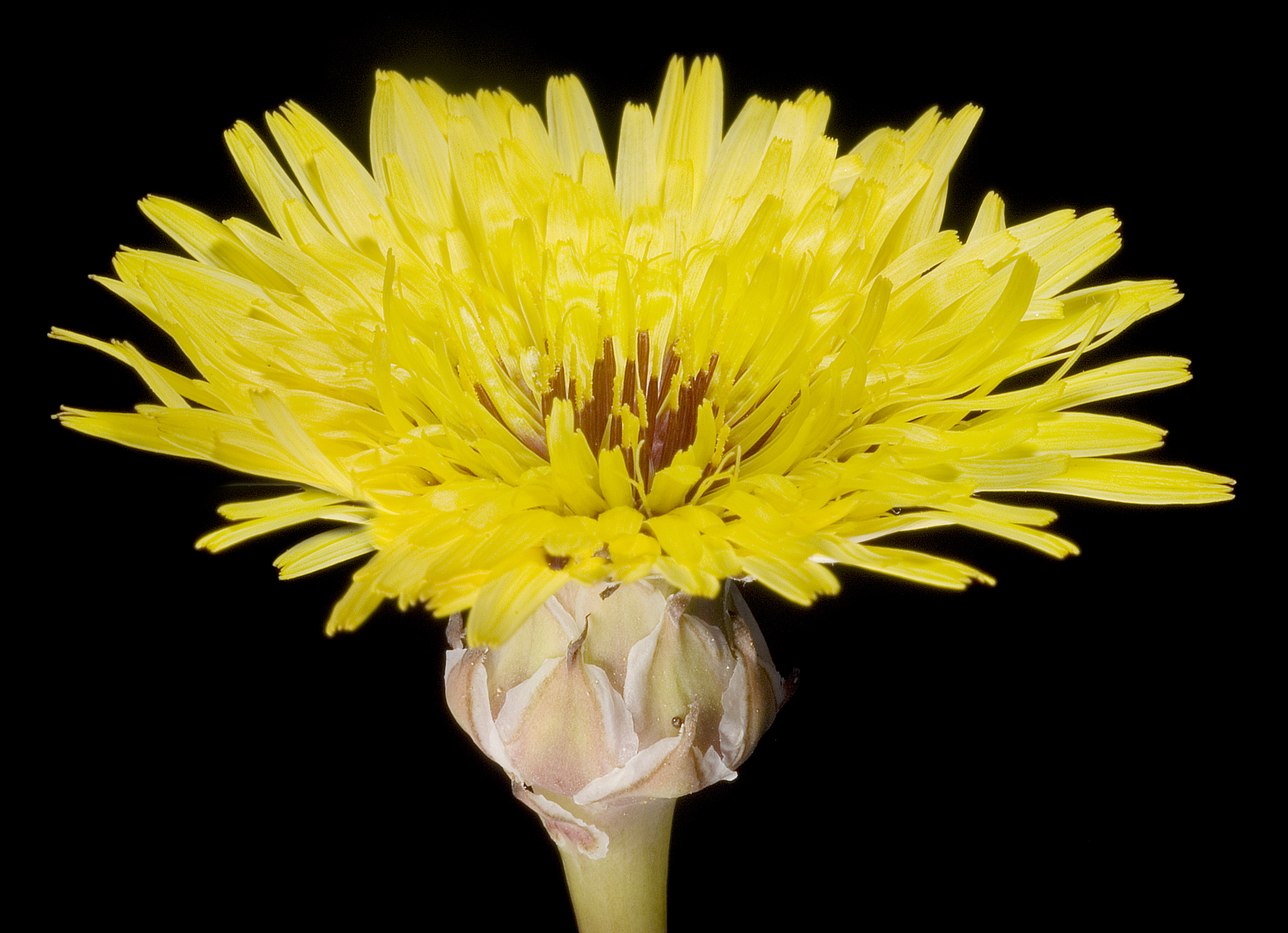
نمای نزدیک (استرالیای غربی)